# Bodinayakanur
Bodinayakanur (o Bodinayakkanur) è una suddivisione dell'India, classificata come municipality, di 73.430 abitanti, situata nel distretto di Theni, nello stato federato del Tamil Nadu. In base al numero di abitanti la città rientra nella classe II (da 50.000 a 99.999 persone).

## Geografia fisica
La città è situata a 10° 1' 0 N e 77° 20' 60 E e ha un'altitudine di 352 m s.l.m..

## Società

### Evoluzione demografica
Al censimento del 2001 la popolazione di Bodinayakanur assommava a 73.430 persone, delle quali 36.774 maschi e 36.656 femmine. I bambini di età inferiore o uguale ai sei anni assommavano a 7.404, dei quali 3.860 maschi e 3.544 femmine. Infine, coloro che erano in grado di saper almeno leggere e scrivere erano 52.244, dei quali 28.699 maschi e 23.545 femmine.